# Doughboy (personaje)
Doughboy es un personaje ficticio que aparece en los cómics estadounidenses publicados por Marvel Comics.

## Historial de publicaciones
Doughboy apareció por primera vez en Capitán América #209 (mayo de 1977), creado por Jack Kirby.

## Biografía ficticia
Doughboy es una forma de vida creada artificialmente por Arnim Zola como su sirviente en el Castillo Zola en la Montaña Weisshorn, Suiza. Doughboy es una bioforma no humanoide que normalmente asume una forma enorme en forma de pastel con una cara que consta de ojos, boca y, a veces, nariz, brazos largos y gomosos con solo dos dedos cada uno y piernas en forma de tallo con dos dedos cada uno. Su cuerpo se parece a la masa tanto en apariencia como en consistencia.
Doughboy fue empleado por Arnim Zola contra el Capitán América en el primer encuentro de Zola con el Capitán.
Años más tarde, Zola fusionó a Doughboy con Primus, quien tomó el control de Doughboy y conspiró con Barón Zemo contra el Capitán América.
Varios años después, Doughboy se separó de Primus y nuevamente estaba sirviendo a Zola. Doughboy luchó y derrotó a Crossbones cuando entraron al castillo de Zola. Doughboy luego usó sus poderes de cambio de forma para imitar un Quinjet de Los Vengadores durante el rescate de Zola de Cráneo Rojo y Skeleton Crew. Doughboy luego capturó al Capitán América y la versión de Eric Masterson de Thor en Skullhouse, y los llevó al fondo del Lago del Diablo por orden de Zola. Doughboy fue abierto y hecho pedazos por Masterson.
Doughboy luego luchó contra los Thunderbolts cuando invadieron la base de Zola en China.

## Poderes y habilidades
Doughboy es una bioforma modificada genéticamente creada por Arnim Zola. Doughboy tiene una discapacidad mental, pero posee un alto grado de fuerza, durabilidad y agilidad sobrehumanas. Doughboy posee un cuerpo extremadamente maleable, lo que le permite alterar su forma a voluntad. Puede alterar el color e incluso la dureza de su cuerpo, y una vez incluso duplicó efectivamente la apariencia de un quinjet de los Vengadores. Puede estirar, deformar, expandir, comprimir y aplanar todo o parte de su cuerpo a voluntad. Dentro de ciertos límites, puede usar su cuerpo para encerrar y amortiguar una explosión y absorber el impacto de balas u otros proyectiles sin dañarse a sí mismo. Su cuerpo es muy adhesivo y es tan viscoso como el alquitrán. Por lo tanto, su cuerpo puede atrapar y absorber personas u objetos como si estuviera hecho de arenas movedizas. Aunque Doughboy puede lesionarse, sus heridas se cierran inmediatamente sin sangrar. Doughboy puede deshacerse del exceso de masa corporal a voluntad y aparentemente puede aumentar su masa corporal mediante la absorción de materia orgánica. Eric Masterson Thor una vez golpeó a Doughboy en pedazos, pero se cree que fue capaz de reformarse a sí mismo.
Doughboy es capaz de autolevitarse, lo que permite volar y velocidades subsónicas.
Doughboy no es sensible; por lo tanto, aunque puede entender y seguir las órdenes de su amo, no tiene inteligencia creativa y prácticamente no tiene voluntad propia. Aparentemente es incapaz de hablar.

## En otros medios

### Televisión
- Doughboy aparece en los episodios de The Avengers: Earth's Mightiest Heroes,  "Living Legend" y "Acts of Vengeance", con sus efectos vocales proporcionados por Grant Moninger.
- Doughboy aparece en los episodios de Avengers Assemble, "The Once and Future Kang" y "Dimension Z". Un monstruo Doughboy gigante emerge del puerto de Nueva York, donde los Nuevos Vengadores lo derriban rápidamente y lo contienen. Jane Foster admite que accidentalmente liberó a la criatura de otra dimensión cuando intentaba localizar el paradero de los Vengadores en el espacio-tiempo. En el momento en que Ant-Man estaba rescatando al Capitán América, Black Widow y Hawkeye de la Dimensión Z, una de las líneas de defensa en la lucha contra Arnim Zola era un grupo de Doughboys. Cuando Ant-Man y Hawkeye lograron derrotar a Arnim Zola, los Doughboys se disolvieron.